# قیچ قطری
قیچ قطری (نام علمی: Tetraena qatarensis) نام یک گونه از خانواده قیچیان است.